# Graham Barber
Graham P. Barber (Tring, 5 giugno 1958) è un ex arbitro di calcio inglese.

## Carriera
Nasce a Tring, nella contea dell'Hertfordshire in Inghilterra. Arriva in FA Premier League nella stagione 1996-1997, debuttando alla seconda giornata in Nottingham Forest-Sunderland 1-4 del 21 agosto 1996.
Nello stesso anno diventa arbitro internazionale, l'esordio arriverà il 5 settembre 1998 nelle qualificazioni all'Europeo 2000 in Belgio e Paesi Bassi nella gara di Helsinki tra Finlandia e Moldavia, vinta dai padroni di casa per 3-2.
La prima nelle coppe europee era arrivata il 26 agosto, sempre del 1998, nel ritorno del turno preliminare di Coppa delle Coppe, giunta alla sua ultima edizione, a Malta nella sfida tra i padroni di casa dell'Hibernians e i polacchi dell'Amica Wronki, vincitori per 1-0.
Esordisce in Coppa UEFA il 15 settembre 1998, arbitrando la gara tra la Fiorentina e i croati dell'Hajduk Spalato giocata al San Nicola di Bari, andata dei trentaduesimi di finale, vinta dai viola per 2-1 con doppietta di Edmundo.
Nello stesso anno, il 21 ottobre, debutta in Champions League, arbitrando Real Madrid-Sturm Graz, gara della fase a gironi, vinta dai Blancos per 6-1 sulla squadra austriaca.
Nel 1999 viene designato per il Charity Shield, supercoppa inglese, del 1º agosto tra il Manchester Utd, autore del double nella stagione precedente e l'Arsenal, secondo in campionato, che vince la gara per 2-1 in rimonta.
Il 22 febbraio 2001 arbitra Inter-Alavés, ritorno degli ottavi di finale di Coppa UEFA: la gara, vinta dagli spagnoli per 2-0 verrà ricordata per i disordini di alcuni tifosi nerazzurri, con lanci di oggetti in campo, tra cui i seggiolini dello stadio, circostanze che costrinsero Barber a sospendere la gara e poi a chiuderla anticipatamente, considerandola comunque regolarmente conclusa. L'Inter verrà in seguito multata e costretta a giocare per due gare europee lontana da San Siro, i nerazzurri giocheranno le prime due gare interne della successiva Coppa UEFA al Nereo Rocco di Trieste.
Due stagioni dopo, nel 2003, il 17 maggio, dirige la finale di FA Cup giocata al Millennium di Cardiff tra Arsenal e Southampton. I Gunners ne escono vittoriosi per 1-0.
Nella stagione successiva, quella del ritiro, Barber viene scelto per la Supercoppa europea del 29 agosto 2003 tra il Milan, campione d'Europa a Manchester contro la Juventus, e il Porto di José Mourinho, vincitore della Coppa UEFA, che a fine stagione avrebbe poi vinto la Champions League. La gara viene vinta dai rossoneri per 1-0 grazie al gol in apertura di gara di Ševčenko.
L'ultima gara arbitrata in carriera è Bolton-Fulham 0-2, ultima giornata di FA Premier League, giocata il 15 maggio 2004.
Termina con 169 partite dirette in FA Premier League.